# Achille Locatelli
Achille Locatelli (15. března 1856, Seregno – 5. dubna 1935, Řím) byl italský římskokatolický kněz, arcibiskup, kardinál a camerlengo.

## Život
Narodil se 15. března 1856 v Seregno. Studoval v semináři v Monze. Na Papežském římském semináři získal doktorát z teologie a utroque iure (kanonického práva a civilního práva. Na kněze byl vysvěcen 20. prosince 1879. O rok později začal studovat diplomacii na Papežské církevní akademii. Dne 14. ledna 1884 mu byl udělen titul Tajného komořího Jeho Svatosti. Byl auditorem na nunciatuře v Bavorsku, Belgii, Francii a v Rakousku. Stal se členem Kongregace pro mimořádné církevní záležitosti. Byl nositelem různých církevních a státních řádů. Dne 20. srpna 1902 byl povýšen na Preláta Jeho Svatosti.
Roku 1905 byl jmenován Chargé d’affaires na nunciaturu v Holandsku a Lucembursku a 22. listopadu 1906 internunciem v Argentině. Dne 6. prosince 1906 mu papež Pius X. udělil titul titulárního arcibiskupa ze Soluně. Biskupské svěcení přijal 27. prosince 1906 z rukou kardinála Rafaela Merry del Val y Zuluety a spolusvětiteli byli arcibiskup Pietro Gasparri a biskup Algernon Charles Stanley.
Dne 8. července 1916 se stal apoštolským nunciem v Belgii a dále působil jako internuncius v Lucembursku, Nizozemsku a také jako apoštolský nuncius Portugalsku.
Dne 11. prosince 1922 jej papež Pius XI. jmenoval kardinálem a 25. května 1923 si převzal červený biret a titul kardinál-kněz ze San Bernardo alle Terme.
V letech 1929-1930 a 1933-1935 zastával funkci camerlenga.
Zemřel 5. dubna 1935 v Římě na zápal plic. Pohřeb se konal 19. dubna 1935 v kostele San Carlo al Corso. Pohřben byl kryptě kostela ve svém rodném městě.